# 1455년

## 연호
- 명(明) 경태(景泰) 6년
- 북원(北元) 첨원(添元) 3년
- 일본(日本) 교토쿠(享徳) 4년 / 고쇼(康正) 원년
- 후 레 왕조(後黎朝) 지엔닌(延寧) 2년

## 기년
- 명(明) 대종 경태제(代宗 景泰帝) 6년
- 북원(北元) 에센 타이시(Эсэн тайш хаан) 3년
- 조선(朝鮮) 단종(端宗) 3년 / 세조(世祖) 원년
- 후 레 왕조(後黎朝) 인종(仁宗) 13년

## 사건
- 1월 15일 (음력 12월 28일) - 조선 전라도 순천 일대에서 지진이 일어나 담과 가옥이 무너지고 허물어졌으며, 사람이 많이 깔려 죽었다. 조정에서 향과 축문을 내려 해괴제(解怪祭)를 행하였다.
- 5월 22일 - 잉글랜드 왕국에서 요크가의 리처드가 런던 북쪽 세인트올번스에서 헨리 6세와 맞붙으면서 반란을 개시, 장미전쟁이 시작되었다.
- 음력 6월 11일 - 단종이 수양대군에게 왕위를 물려주었다.

## 문화
- 구텐베르크 성경 인쇄

## 탄생
- 1월 14일 - 조선 전기의 왕족, 시인 덕종과 소혜왕후의 장남. 성종의 친형, 연산군과 중종의 큰아버지 월산대군. (~1489년)
- 3월 3일 - 포르투갈의 국왕 주앙 2세. (~1495년)
- 7월 15일 - 조선 성종의 부인 폐비 윤씨. (~1482년)

### 미상
- 조선 중기의 문신 김응기. (~1519년)
- 조선 초기 중기의 문신 이맥. (~1528년)
- 민이(閔頤)·이운거(李云秬)·이자건(李自健)

## 사망
- 조선의 이견기(李堅基)
- 조선의 이사순(李師純)
- 조선의 윤상(尹祥)
- 조선의 김흔지(金俒之)
- 조선의 유익명(兪益明)
- 조선의 이정녕(李正寧)
- 조선의 노귀상(盧龜祥)
- 조선의 최사유(崔士柔). (1372년~)
- 조선의 전기의 군인 김수연(金壽延). (1405년~)
- 조선의 김조(金銚)
- 조선의 조유례(趙由禮)
- 조선의 이계린(李季疄)